# تسیرخه
تسیرخه (به لاتین: Tsirkhe) یک منطقهٔ مسکونی در روسیه است که در شهرستان آگولسکی واقع شده‌است.